# 汉斯约尔格·拉夫尔
汉斯约尔格·拉夫尔（德語：Hansjörg Raffl，1958年1月29日—），意大利男子雪橇运动员。他曾代表意大利参加1980年、1984年、1988年、1992年和1994年冬季奥林匹克运动会雪橇比赛，共获得一枚银牌和一枚铜牌。